# Jack Marks
Pour les articles homonymes, voir Marks.
John Joseph Marks, dit Jack Marks, (né le 11 juin 1885 à Brantford, Ontario au Canada - mort le 20 août 1945) est un joueur professionnel de hockey sur glace qui évoluait aux postes d'ailier gauche et de défenseur,.

## Biographie
Jack Marks commence sa carrière en 1904 avec le Brockville Hockey Club de la Federal Amateur Hockey League. En décembre 1906, il joue avec les Cubs de New Glasgow une rencontre de coupe Stanley avant de jouer le reste de la saison avec le Canadian Soo de la Ligue internationale de hockey, premier circuit professionnel de hockey. Après un bref passage en Western Pennsylvania Hockey League, il passe trois saisons en Ontario Professional Hockey League ponctuées d'une nouvelle apparition en coupe Stanley et de quatre en Association canadienne de hockey suivi d'une saison à Chicago.
En 1911, il rejoint les Bulldogs de Québec de l'Association nationale de hockey pour lesquels il joue jusqu'à la cessation d'activités de l'ANH en 1917. Durant cette période, il remporte avec les Bulldogs deux coupes Stanley et deux trophées O'Brien.
Prévus pour jouer la première saison de la Ligue nationale de hockey, les Bulldogs sont renvoyés faute de moyens financiers et Marks est réclamé par les Wanderers de Montréal. Après l'incendie qui détruit l'Aréna de Montréal, les Wanderers déclarent forfait pour le reste de la saison. Marks est alors repêché par les Canadiens de Montréal avant d'être prêté le même jour aux Arenas de Toronto avec lesquels il remporte sa troisième coupe Stanley. Après une saison sans jouer, il fait une dernière apparition pour les Bulldogs en LNH avant de se retirer définitivement.

## Statistiques
| Saison     | Équipe                      | Ligue         |    | Saison régulière | Saison régulière | Saison régulière | Saison régulière | Saison régulière |   | Séries éliminatoires | Séries éliminatoires | Séries éliminatoires | Séries éliminatoires | Séries éliminatoires |
| Saison     | Équipe                      | Ligue         | PJ | B                | A                | Pts              | Pun              | PJ               | B | A                    | Pts                  | Pun                  |                      |                      |
| 1901-1902  | Intermediates de Belleville | OHA-Int       |    |                  |                  |                  |                  | -                | - | -                    | -                    | -                    |                      |                      |
| 1903-1904  | Intermediates de Belleville | OHA-Int       |    |                  |                  |                  |                  | -                | - | -                    | -                    | -                    |                      |                      |
| 1904-1905  | Brockville Hockey Club      | FAHL          | 8  | 6                | 0                | 6                |                  | -                | - | -                    | -                    | -                    |                      |                      |
| 1905-1906  | Brockville Hockey Club      | FAHL          | 6  | 1                | 0                | 1                | ?                | -                | - | -                    | -                    | -                    |                      |                      |
| 1906-1907  | Cubs de New Glasgow         | Coupe Stanley | -  | -                | -                | -                | -                | 1                | 2 | 0                    | 2                    |                      |                      |                      |
| 1906-1907  | Canadian Soo                | LIH           | 14 | 13               | 10               | 23               | 26               | -                | - | -                    | -                    | -                    |                      |                      |
| 1907-1908  | Lyceum de Pittsburgh        | WPHL          |    |                  |                  |                  |                  | -                | - | -                    | -                    | -                    |                      |                      |
| 1907-1908  | Professionals de Brantford  | OPHL          | 10 | 10               | 0                | 10               | 31               | -                | - | -                    | -                    | -                    |                      |                      |
| 1907-1908  | Professionals de Toronto    | Coupe Stanley | -  | -                | -                | -                | -                | 1                | 0 | 0                    | 0                    | 0                    |                      |                      |
| 1908-1909  | Professionals de Brantford  | OPHL          | 9  | 6                | 0                | 6                | 19               | -                | - | -                    | -                    | -                    |                      |                      |
| 1909-1910  | All-Montréal HC             | ACH           | 4  | 7                | 0                | 7                | 3                | -                | - | -                    | -                    | -                    |                      |                      |
| 1909-1910  | Redmen de Brantford         | OPHL          | 4  | 8                | 0                | 8                | 6                | -                | - | -                    | -                    | -                    |                      |                      |
| 1910-1911  | All-Americans de Chicago    | CCPHL         |    |                  |                  |                  |                  | -                | - | -                    | -                    | -                    |                      |                      |
| 1911-1912  | Bulldogs de Québec          | ANH           | 10 | 4                | 0                | 4                | 10               | -                | - | -                    | -                    | -                    |                      |                      |
| 1911-1912  | Bulldogs de Québec          | Coupe Stanley | -  | -                | -                | -                | -                | 2                | 0 | 0                    | 0                    | 2                    |                      |                      |
| 1912-1913  | Bulldogs de Québec          | ANH           | 19 | 18               | 0                | 18               | 39               | -                | - | -                    | -                    | -                    |                      |                      |
| 1912-1913  | Bulldogs de Québec          | Coupe Stanley | -  | -                | -                | -                | -                | 1                | 2 | 0                    | 2                    | 0                    |                      |                      |
| 1912-1913  | Bulldogs de Québec          | amical        | -  | -                | -                | -                | -                | 3                | 2 | 0                    | 2                    | 2                    |                      |                      |
| 1913-1914  | Bulldogs de Québec          | ANH           | 20 | 9                | 6                | 15               | 32               | -                | - | -                    | -                    | -                    |                      |                      |
| 1914-1915  | Bulldogs de Québec          | ANH           | 17 | 7                | 4                | 11               | 49               | -                | - | -                    | -                    | -                    |                      |                      |
| 1915-1916  | Bulldogs de Québec          | ANH           | 23 | 12               | 0                | 12               | 40               | -                | - | -                    | -                    | -                    |                      |                      |
| 1916-1917  | Bulldogs de Québec          | ANH           | 16 | 0                | 0                | 0                | 6                | -                | - | -                    | -                    | -                    |                      |                      |
| 1917-1918  | Wanderers de Montréal       | LNH           | 1  | 0                | 0                | 0                | 0                | -                | - | -                    | -                    | -                    |                      |                      |
| 1917-1918  | Arenas de Toronto           | LNH           | 5  | 0                | 0                | 0                | 0                | -                | - | -                    | -                    | -                    |                      |                      |
| 1919-1920  | Bulldogs de Québec          | LNH           | 1  | 0                | 0                | 0                | 4                | -                | - | -                    | -                    | -                    |                      |                      |
| Totaux LNH | Totaux LNH                  | Totaux LNH    | 7  | 0                | 0                | 0                | 4                | -                | - | -                    | -                    | -                    |                      |                      |

## Transactions
- 14 janvier 1907 : signe comme agent libre avec le Canadian Soo ;
- 3 novembre 1907 : signe comme agent libre avec le Canadian Soo ;
- novembre 1907 : laissé libre par le Canadian Soo à la suite de la cessation d'activités de la Ligue internationale de hockey ;
- 10 décembre 1907 : signe comme agent libre avec le Lyceum de Pittsburgh ;
- 7 janvier 1908 : signe avec les Professionals de Brantford après avoir quitté le Lyceum ;
- 22 novembre 1909 : nommé entraîneur-joueur des Redmen de Brantford ;
- décembre 1909 : démission comme entraîneur-joueur des Redmen ;
- 13 décembre 1909 : signée comme agent libre avec le All-Montréal HC ;
- 26 novembre 1917 : réclamé par les Wanderers de Montréal depuis les Bulldogs de Québec lors du repêchage de dispersion ;
- 4 janvier 1918 : réclamé par les Canadiens de Montréal depuis les Wanderers lors du repêchage de dispersion ;
- 4 janvier 1918 : prêté aux Arenas de Toronto par les Canadiens ;
- 25 novembre 1919 : droits en Ligue nationale de hockey transférés aux Bulldogs à la suite du retour de la franchise en LNH[4].

## Trophées et honneurs personnels
- Ligue internationale de hockey
  - Nommé dans la deuxième équipe d'étoiles de la LIH
- Association nationale de hockey
  - Champion du trophée O'Brien 1912 et 1913 avec les Bulldogs de Québec
- Ligue nationale de hockey
  - Champion du trophée O'Brien 1918 avec les Arenas de Toronto
- Coupe Stanley
  - Champion de la coupe Stanley 1912 et 1913 avec les Bulldogs de Québec, et 1918 avec les Arenas de Toronto